# EuroEyes Cyclassics 2017
La 22.ª edición de la clásica ciclista EuroEyes Cyclassics se celebró en Alemania el 20 de agosto de 2017 sobre un recorrido  de 220,9 km. por los alrededores de la ciudad de Hamburgo.
La carrera formó parte del UCI WorldTour 2017, siendo la trigésima primero competición del calendario de máxima categoría mundial.
La carrera fue ganada por el corredor italiano Elia Viviani del equipo Team Sky, en segundo lugar Arnaud Démare (FDJ) y en tercer lugar Dylan Groenewegen (LottoNL-Jumbo).

## Equipos participantes
Tomaron parte en la carrera 21 equipos: 18 de categoría UCI WorldTour 2017 invitados por la organización; 3 de categoría Profesional Continental. Formando así un pelotón de 168 ciclistas de los que acabaron 158. Los equipos participantes fueron:
| WorldTeams (18)- AG2R La Mondiale - Astana - Bahrain-Merida - BMC Racing Team - Bora-Hansgrohe - Cannondale-Drapac - Dimension Data - FDJ - Katusha-Alpecin - Lotto-Soudal - Lotto NL-Jumbo - Movistar Team - Orica-Scott - Quick-Step Floors - Sky - Team Sunweb - Trek-Segafredo - UAE Team Emirates Equipos continentales profesionales (3)- CCC Sprandi Polkowice - Cofidis, Solutions Crédits - Gazprom-RusVelo |
| |

## Clasificaciones finales
- Las clasificaciones finalizaron de la siguiente forma:[4]

### Clasificación general
| \| Clasificación general \| Clasificación general \| Clasificación general \| Clasificación general \| Clasificación general \| \| Ciclista \| Ciclista \| Equipo \| Tiempo \| \| \| --------------------- \| --------------------------- \| -------------------------- \| --------------------- \| --------------------- \| \| 1.º \| Elia Viviani \| Team Sky \| 5 h 15 min 51 s \| \| \| 2.º \| Arnaud Démare \| FDJ \| + 0 s \| \| \| 3.º \| Dylan Groenewegen \| LottoNL-Jumbo \| + 0 s \| \| \| 4.º \| Alexander Kristoff \| Katusha-Alpecin \| + 0 s \| \| \| 5.º \| André Greipel \| Lotto-Soudal \| + 0 s \| \| \| 6.º \| Maximiliano Richeze \| Quick-Step Floors \| + 0 s \| \| \| 7.º \| Jasper Stuyven \| Trek-Segafredo \| + 0 s \| \| \| 8.º \| Marko Kump \| UAE Team Emirates \| + 0 s \| \| \| 9.º \| Nacer Bouhanni \| Cofidis, Solutions Crédits \| + 0 s \| \| \| 10.º \| Rudy Barbier \| AG2R La Mondiale \| + 0 s \| \| \| 11.º \| Sam Bennett \| Bora-Hansgrohe \| + 0 s \| \| \| 12.º \| Jean-Pierre Drucker \| BMC Racing Team \| + 0 s \| \| \| 13.º \| Rick Zabel \| Katusha-Alpecin \| + 0 s \| \| \| 14.º \| Niccolò Bonifazio \| Bahrain-Merida \| + 0 s \| \| \| 15.º \| Heinrich Haussler \| Bahrain-Merida \| + 0 s \| \| \| 16.º \| Roberto Ferrari \| UAE Team Emirates \| + 0 s \| \| \| 17.º \| Simone Consonni \| UAE Team Emirates \| + 0 s \| \| \| 18.º \| Ruslan Tleubayev \| Astana \| + 0 s \| \| \| 19.º \| Reinardt Janse van Rensburg \| Dimension Data \| + 0 s \| \| \| 20.º \| Quentin Jauregui \| AG2R La Mondiale \| + 0 s \| \| |                             |                            |                 |
| |                             |                            |                 |
| Fuente: ProCyclingStats |                             |                            |                 |
| Clasificación general |                             |                            |                 |
| Ciclista | Ciclista                    | Equipo                     | Tiempo          |
| 1.º | Elia Viviani                | Team Sky                   | 5 h 15 min 51 s |
| 2.º | Arnaud Démare               | FDJ                        | + 0 s           |
| 3.º | Dylan Groenewegen           | LottoNL-Jumbo              | + 0 s           |
| 4.º | Alexander Kristoff          | Katusha-Alpecin            | + 0 s           |
| 5.º | André Greipel               | Lotto-Soudal               | + 0 s           |
| 6.º | Maximiliano Richeze         | Quick-Step Floors          | + 0 s           |
| 7.º | Jasper Stuyven              | Trek-Segafredo             | + 0 s           |
| 8.º | Marko Kump                  | UAE Team Emirates          | + 0 s           |
| 9.º | Nacer Bouhanni              | Cofidis, Solutions Crédits | + 0 s           |
| 10.º | Rudy Barbier                | AG2R La Mondiale           | + 0 s           |
| 11.º | Sam Bennett                 | Bora-Hansgrohe             | + 0 s           |
| 12.º | Jean-Pierre Drucker         | BMC Racing Team            | + 0 s           |
| 13.º | Rick Zabel                  | Katusha-Alpecin            | + 0 s           |
| 14.º | Niccolò Bonifazio           | Bahrain-Merida             | + 0 s           |
| 15.º | Heinrich Haussler           | Bahrain-Merida             | + 0 s           |
| 16.º | Roberto Ferrari             | UAE Team Emirates          | + 0 s           |
| 17.º | Simone Consonni             | UAE Team Emirates          | + 0 s           |
| 18.º | Ruslan Tleubayev            | Astana                     | + 0 s           |
| 19.º | Reinardt Janse van Rensburg | Dimension Data             | + 0 s           |
| 20.º | Quentin Jauregui            | AG2R La Mondiale           | + 0 s           |

## UCI World Ranking
La EuroEyes Cyclassics otorgó puntos para el UCI WorldTour 2017 y el UCI World Ranking, este último para corredores de los equipos en las categorías UCI ProTeam, Profesional Continental y Continental. Las siguientes tablas son el baremo de puntuación y los corredores que obtuvieron puntos:
| Posición   | 1.º | 2.º | 3.º | 4.º | 5.º | 6.º | 7.º | 8.º | 9.º | 10.º |
| Puntuación | 400 | 320 | 260 | 220 | 180 | 140 | 120 | 100 | 80  | 68   |

| 1.º  | Elia Viviani        | Sky               | 400 |
| 2.º  | Arnaud Démare       | FDJ               | 320 |
| 3.º  | Dylan Groenewegen   | LottoNL-Jumbo     | 260 |
| 4.º  | Alexander Kristoff  | Katusha-Alpecin   | 220 |
| 5.º  | André Greipel       | Lotto Soudal      | 180 |
| 6.º  | Maximiliano Richeze | Quick-Step Floors | 140 |
| 7.º  | Jasper Stuyven      | Trek-Segafredo    | 120 |
| 8.º  | Marko Kump          | UAE Emirates      | 100 |
| 9.º  | Nacer Bouhanni      | Cofidis           | 80  |
| 10.º | Rudy Barbier        | AG2R La Mondiale  | 68  |